# Ruth Fuchs
Ruth Fuchs (n. 14 decembrie 1946, Egeln, Saxonia-Anhalt, Germania – d. 20 septembrie 2023, Jena, Germania) a fost o o atletă ce a reprezentat Republica Democrată Germană, medaliată olimpică. A participat la 3 ediții ale Jocurilor Olimpice (1972, 1976, 1980) în care a câștigat două medalii de aur în proba de aruncarea suliței.

## Palmares
| An   | Competiție           | Locație                      | Loc | Note  |
| ---- | -------------------- | ---------------------------- | --- | ----- |
| 1971 | Campionatul European | Helsinki, Finlanda           | 3   | 59,16 |
| 1972 | Jocurile Olimpice    | München, Germania de Vest    | 1   | 63,88 |
| 1973 | Cupa Europei         | Edinburgh, Marea Britanie    | 1   | 66,11 |
| 1974 | Campionatul European | Roma, Italia                 | 1   | 67,22 |
| 1976 | Jocurile Olimpice    | Montreal, Canada             | 1   | 65,94 |
| 1977 | Cupa Europei         | Helsinki, Finlanda           | 1   | 68,92 |
| 1977 | Cupa Mondială        | Düsseldorf, Germania de Vest | 1   | 62,36 |
| 1978 | Campionatul European | Praga, Cehoslovacia          | 1   | 69,16 |
| 1979 | Cupa Europei         | Torino, Italia               | 2   | 65,46 |
| 1979 | Cupa Mondială        | Montreal, Canada             | 1   | 66,10 |
| 1980 | Jocurile Olimpice    | Moscova, Uniunea Sovietică   | 8   | 63,94 |